# ZV Westland
ZV Westland is een Westlandse zwem- en polovereniging met als thuisbaden de Boetzelaer (Monster), de Hoogwerf (Naaldwijk), de Maesemunde ('s-Gravenzande) en Vreeloo (De Lier). Zij is ontstaan door een de facto fusie van de vier zwemverenigingen Alicante, Hippocampus, ZV Hoogwerf en LZV Waterloo. Dit gebeurde door de leden van Alicante, Hoogwerf en Waterloo over te schrijven naar Hippocampus, en vervolgens de naam van Hippocampus te wijzigen tot ZV Westland. De facto zijn de verenigingen toen gefuseerd. Dit gebeurde met terugwerkende kracht op 1 januari.
De vereniging kent vier hoofdonderdelen, namelijk wedstrijdzwemmen, waterpolo,  recreatief zwemmen en synchroonzwemmen.
De waterpolo-afdelingen van de vier verenigingen werkten al tien jaar samen in de startgemeenschap Westland 96. Omdat de KNZB heeft gesteld dat 10 jaar de maximale duur is dat een startgemeenschap mag bestaan, werden de basisverenigingen gedwongen om ofwel weer zelfstandig verder te gaan, ofwel te fuseren. In het Westland bleek het echter niet meer mogelijk om vier relatief kleine verenigingen te hebben, die allen subsidie willen hebben. Derhalve moest wel op uiterlijk 1 januari 2006 worden gefuseerd tot een vereniging. De wedstrijdzwemafdelingen deden gezamenlijk mee aan de trainingen en competitiewedstrijden onder de naam SGW.

## Geschiedenis

### Westland'96
Westland'96 was van 1996 tot 2006 een waterpolostartgemeenschap, bestaande uit de waterpoloafdelingen van de vier Westlandse zwemverenigingen Hippocampus uit Monster, Hoogwerf uit Naaldwijk, LZV Waterloo uit De Lier en Alicante uit 's-Gravenzande.
De startgemeenschap is in 1996 ontstaan. Hippocampus haakte in eerste instantie weer af maar voegde zich binnen een aantal jaren toch weer bij de startgemeenschap. In 2003 vormden de afdelingen wedstrijdzwemmen van de vier verenigingen ook samen een startgemeenschap, SG Westland. Aangezien het toegestaan is om een startgemeenschap te vormen voor de duur van 10 jaar, zijn per 1 januari 2006 de vier Westlandse basisverenigingen (dus niet alleen de waterpolo-afdelingen) de facto gefuseerd tot ZV Westland. Hierdoor hield Westland 96 op te bestaan.

### SG Westland
SG Westland was van 2003 tot 2006 een samenwerkingsverband van de wedstrijdzwemafdelingen van de vier Westlandse zwemverenigingen, Hippocampus, Alicante, Hoogwerf en LZV Waterloo. Door de samenwerking kunnen de leden van de vier verenigingen bij en met elkaar trainen, en zwemmen ook samen wedstrijden. De meeste wedstrijden worden gespeeld in het zwembad De Maesemunde en Vreeloo, respectievelijk in 's-Gravenzande en De Lier. Ook de waterpoloafdelingen van de vier verenigingen werkten samen onder de naam Westland 96. Toen op 1 januari de vier basisverenigingen (dus niet alleen de wedstrijdzwemafdelingen) de facto fuseerden tot ZV Westland, hield SG Westland op met bestaan.